# Jessica Julin
Jessica Carola Julin (* 6. Dezember 1978 in Tampere) ist eine ehemalige finnische Fußballspielerin. Die Mittelfeldspielerin spielte für die finnische Nationalmannschaft.
Julin begann ihre Karriere beim Verein FF Jaro und spielte später für Gamlakarleby BK und FC United. Im Jahre 2000 studierte sie an der University of South Carolina und spielte für die dortige Fußballmannschaft. 2003 wechselte sie zu dem schwedischen Verein Umeå IK, mit dem sie 2004 den UEFA Women’s Cup gewann. Zur Saison 2005 wechselte sie zu Kopparbergs/Göteborg FC, bevor sie sich 2007 AIK Solna anschloss und schließlich 2009 Stattena IF anschloss. Mit dem Klub stieg sie am Saisonende aus der Damallsvenskan ab. Später legte sie eine zweijährige Pause an, während der sie unterklassig aktiv war. Anfang 2014 schloss sie sich Hovås Billdal IF an, das in der zweiten schwedischen Liga spielte. Anfang 2016 wechselte sie zu Ligakonkurrent Holmalunds IF, wo sie Ende 2017 ihre Laufbahn beendete.
Julin debütierte am 10. März 1997 gegen Norwegen in der finnischen Nationalmannschaft. 2005 erreichte sie mit ihrer Mannschaft das Halbfinale der Europameisterschaft in England.  Ihr letztes Länderspiel bestritt sie bei der EM 2009 in ihrer Heimat: am 3. September 2009 verloren sie im Viertelfinale gegen den späteren Finalisten England mit 2:3. Insgesamt spielte sie 118 Mal für Finnland und erzielte dabei vier Tore. Sie wurde auf die „Liste von 50 bedeutenden Sportlern im schwedischsprachigen Finnland“ (Svenskfinlands 50 största idrottshjältar genom tiderna) gewählt, einer 2020 von Svenska Yle veröffentlichten Bestenliste.